# 내 말 좀 들어줘
"내 말 좀 들어줘"(영어: Hard Truths)는 2024년 제작된 드라마 영화이다. 마이크 리가 감독과 각본을 맡았다.